# Olympische Sommerspiele 1964/Teilnehmer (Neuseeland)
| Gelbes Symbol für Goldmedaillen mit stilisierten Olympischen Ringen | Graues Symbol für Silbermedaillen mit stilisierten Olympischen Ringen | Braundes Symbol für Bronzemedaillen mit stilisierten Olympischen Ringen |
| ------------------------------------------------------------------- | --------------------------------------------------------------------- | ----------------------------------------------------------------------- |
| 3                                                                   | —                                                                     | 2                                                                       |

Neuseeland nahm an den Olympischen Sommerspielen 1964 in der japanischen Hauptstadt Tokio mit 69 Sportlern sowie 17 Offiziellen teil.

## Medaillengewinner

### Gold
- Peter Snell – 800 Meter
- Peter Snell – 1500 Meter
- Helmer Pedersen und Earle Wells – Segeln, Flying Dutchman

### Bronze
- John Davies – 1500 Meter
- Marise Chamberlain – 800 Meter

## Teilnehmer nach Sportarten

### Leichtathletik
Männer
- Peter Snell
800 Meter  Gold
1500 Meter  Gold

- John Davies
1500 Meter:  Bronze

- Murray Halberg
10.000 Meter: 7. Platz

- Barry Magee
10.000 Meter: 23. Platz

- Ray Puckett
Marathon: 27. Platz

- Jeff Julian
Marathon: 29. Platz

- Ivan Keats
Marathon: 42. Platz

Frauen
- Avis McIntosh
100 Meter, 1. Runde Vorlauf
80 Meter Hürden, Halbfinale

- Marise Chamberlain
800 Meter:  Bronze

- Valerie Young
Kugelstoßen: 4. Platz
Diskuswurf: 13. Platz

### Radsport
Männer
- Laurence Byers
Straßeneinzelrennen: 10. Platz
Mannschaftszeitfahren: 18. Platz

- Richard Johnstone
Straßeneinzelrennen: 17. Platz
Mannschaftszeitfahren: 18. Platz

- Desmond Thomson
Straßeneinzelrennen: 59. Platz
Mannschaftszeitfahren: 18. Platz

- Max Grace
Straßeneinzelrennen: 64. Platz

- William Arthur Candy
Mannschaftszeitfahren: 18. Platz

### Turnen
Frauen
- Theodora Mary Hill
Einzel: 75. Platz

- Pauline Margrit Gardiner
Einzel: 76. Platz

- Jean Charlotte Spencer
Einzel: 78. Platz

### Rudern
Männer
- Murray Watkinson
Skiff: 5. Platz

- Darien Boswell, Alistair Dryden, Peter Masfen, Dudley Storey:
Vierer mit Steuermann: 8. Platz

- Mark Brownlee, Alexander Clark, Peter Delaney, John Gibbons, George Paterson, Anthony Popplewell, Raymond Skinner, Alan John Webster, Douglas Pulman
Achter: 11. Platz

### Boxen
- Thomas Patrick Donovan
Leichtgewicht: 1. Runde

- Brian Maunsell
Halbweltergewicht: 1. Runde

### Segeln
- Helmer Pedersen
Flying Dutchman  Gold

- Earle Wells
Flying Dutchman  Gold

- Peter Mander
Finn, 4. Platz

### Gewichtheben
- Don Oliver
Schwergewicht: 9. Platz

### Hockey
- William Schaefer, Alan Patterson, Timothy Carter, Ross Gillespie, John Cullen, Ernest Barnes, Bruce Judge, John Anslow, Peter Byers, Phillip Bygrave, Trevor Blake: Vorrunde

### Ringen
- Athol Roy Meehan
Federgewicht, Freistil: 2. Runde
- Anthony Greig
Leichtgewicht: 2. Runde

### Schwimmen
- David Gerrard
200 m Schmetterling: Halbfinale

- Vivien Haddon
200 m Brust: Qualifikation

### Reiten
- Graeme Hansen
Springreiten, Einzel: 23. Platz
Springreiten, Mannschaft: 10. Platz

- Richard Hansen
Springreiten, Einzel: 31. Platz
Springreiten, Mannschaft: 10. Platz

- Adrian White
Springreiten, Einzel: 35. Platz
Springreiten, Mannschaft: 10. Platz